# Iris Sommer
Iris Sommer (Roermond, 31 augustus 1970) is een Nederlands psychiater, schrijver en hoogleraar psychiatrie aan het Universitair Medisch Centrum Groningen. Haar onderzoek naar hallucinaties werd in 2016/17 uitverkoren als publieksonderzoek van het jaar.

## Opleiding
Sommer deed in 1987 eindexamen aan de Lyceumafdeling van het Bisschoppelijk College Schöndeln te Roermond. Ze studeerde geneeskunde aan de Vrije Universiteit te Amsterdam, waar zij haar mastersgraad in 1997 cum laude behaalde. Sommer deed onderzoek naar het taalsysteem bij mensen met psychotische stoornissen aan de universiteit Utrecht en promoveerde in januari 2004 cum laude bij prof. dr. René Kahn op het proefschrift Lateralization in Schizophrenia. Zij liet zien dat als mensen met schizofrenie stemmen horen, de taalgebieden van de rechterhersenhelft actief zijn. Met name is dat volgens haar het gebied van Broca. In de linkerhersenhelft is gelijktijdig het gebied van Wernicke actief.
Sommer volgde de opleiding tot psychiater aan het UMC Utrecht. Ze zette daar in 2006 als kersverse psychiater de stemmenpoli op, een polikliniek voor mensen die last hebben van stemmen die zij in hun hoofd horen, een vorm van hallucinatie.

## Loopbaan
- Van 2006 tot 2011 was zij als psychiater en hoogleraar werkzaam in het Universitair Medisch Centrum Utrecht. In deze Utrechtse jaren was zij als promotor of copromotor betrokken bij het tot stand komen van een zestal proefschriften/promoties.
- Van maart 2011 tot april 2016 was Sommer lid van De Jonge Akademie, een platform opgericht door de Koninklijke Nederlandse Akademie van Wetenschappen (KNAW).[4]
- Van 2015 tot heden (2019) is zij ook visiting professor medical and biological psychology verbonden aan het Norwegian Center of Excellence te Bergen.
- Sinds 2017 is zij als hoogleraar psychiatrie verbonden aan het Universitair Medisch Centrum Groningen.

Daarnaast is Sommer lid van de Permanente Commissie voor Grootschalige Wetenschappelijke Infrastructuur van de Nederlandse Organisatie voor Wetenschappelijk Onderzoek (NWO), de commissie grootschalige onderzoeksfaciliteiten van de KNAW en het landelijk orgaan wetenschappelijke integriteit (LOWI). Sinds april 2018 is zij als sectieredacteur psychiatrie verbonden aan het Nederlands Tijdschrift voor Geneeskunde (NTvG).
Zij geeft ook colleges via het televisieprogramma de Universiteit van Nederland. Zij was nauw betrokken bij het RTL 4-programma Een goed stel hersens, waar zij de hersenscans van bekende Nederlanders besprak.

## Publicaties
Sommer publiceerde naast wetenschappelijke artikelen vier populair-wetenschappelijke boeken voor een groter lezerspubliek:
- Stemmen Horen (2011), Balans uitgeverij[7],
- Haperende Hersenen (2014), Balans Uitgeverij[8]
- De Zeven Zintuigen (2018), uitgeverij Prometheus[9], waarin na het zesde zintuig ook het zevende zintuig aan bod komt, dat Sommer definieert als het evenwichtszintuig.[10]
- Het vrouwenbrein (2020),[11]
- Voed je brein (2022)
- De bacterie en het brein (2023)

## Privé
Sommer is gehuwd en heeft twee kinderen.